# クビレズタ

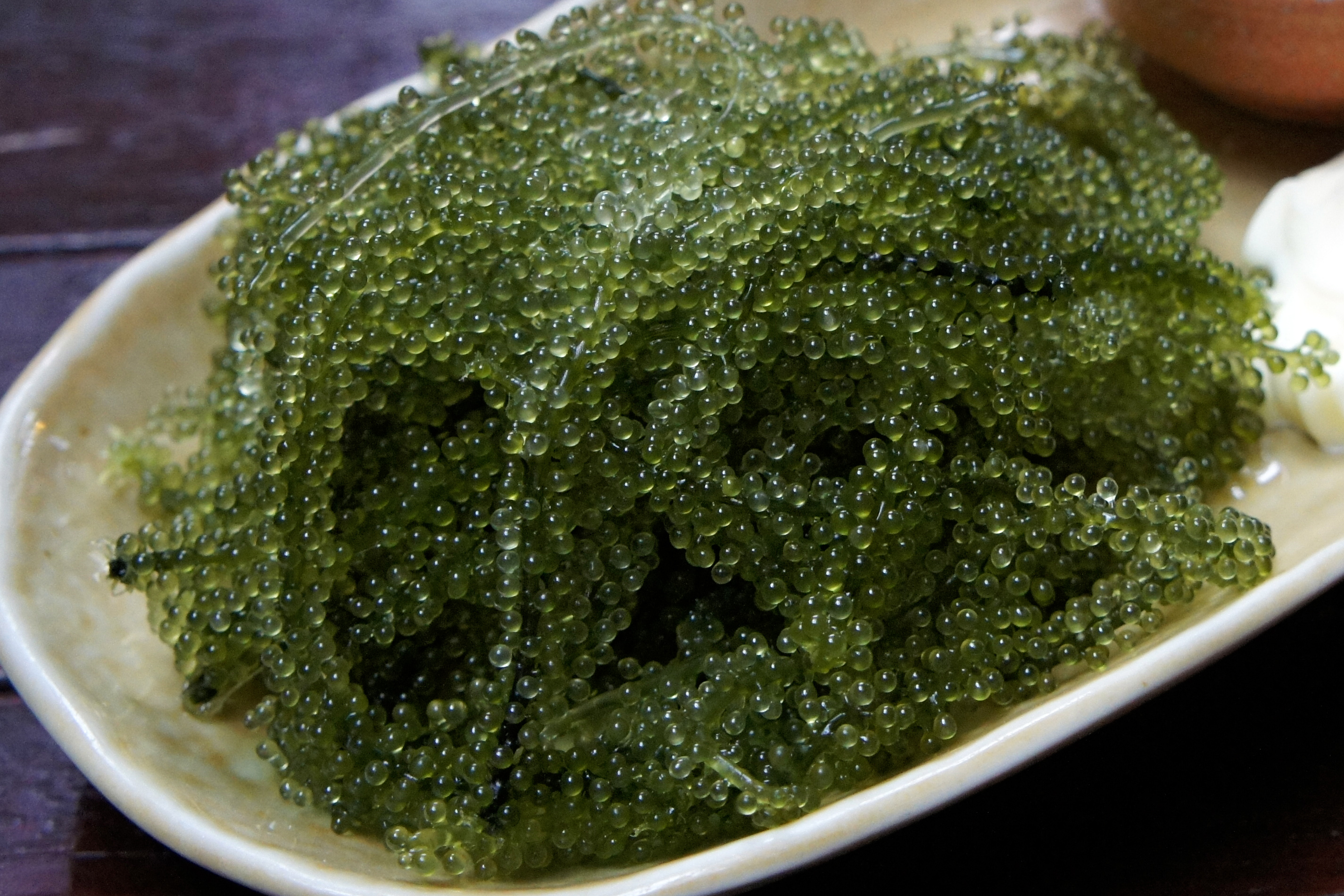
沖縄料理の海ぶどう

クビレズタ（括れ蔦,括岩蔦、学名: Caulerpa lentillifera）とはイワズタ科イワズタ属に属する海藻。
和名はもと、くびれのあるツタの意味で「クビレヅタ」であったが、2000年に改定された日本産海藻目録より「クビレズタ」に改められた。最新である2005年改訂版でも「クビレズタ」となっている。
商品名として、海ブドウが知られる。

## 概要
日本では南西諸島に、日本国外では東南アジアやオセアニア等の浅海域に分布する。主に、潮間帯の下部から漸深帯の砂地に生育する。
光合成で長さ2-5m程度まで成長する。匍匐茎（ランナー）を伸ばし、匍匐茎の途中から直立する茎が生える。この直立する茎が食用になる部位で、球状の小枝（葉のような形状）がブドウのように密生しており、「海ぶどう」の由来にもなっている。また、和名のクビレズタは、直立する茎と小枝の間がくびれていることにちなむ。海藻や果物のような姿で緑藻ではあるものの、全体でひとつの単細胞生物である。
東南アジア等の浅海域に分布し、日本では自生で群生したものはもともと宮古島の一部の湾にあっただけだとされるが、恩納村漁業協同組合の銘苅宗和が1994年に養殖技術を確立、現在では沖縄で広く養殖される。温度が安定した、やや深めの海水を水槽に汲み上げて陸上で海藻養殖されている。
海水水槽で観賞用に栽培されることもある。

## 保護上の位置づけ
2000年代以降の沖縄食ブームもあり乱獲が続いている。しかし資源量について組織的な調査が行なわれたことがなく、枯渇の危険があるのかも含めて不明である。
情報不足（DD）（環境省レッドリスト）

## 食用
沖縄県では昔から食べられており、その形状から海ぶどう（うみぶどう）やグリーンキャビアと呼ばれている。生で、醤油や三杯酢等をタレのように浸けながら食べる。刺身の付け合わせにもされる。ご飯の上にのせて三杯酢をかけた「海ぶどう丼」や、味付けせずに沖縄そばの上に乗せて「海ぶどうそば」として食べることもある。調味液に長く浸すと、プチプチとした食感をもたらす粒状の部分がしぼんでしまう。また低温に弱く、冷蔵庫で保存すると萎んでしまうので常温で保存する。3-4日間は常温で問題なく保存できる。
沖縄県や鹿児島県奄美地方では養殖が行われており、日本全国への発送も行われている。最近フィリピン産の養殖物も出回っており、水産庁西海区水産研究所や沖縄県水産海洋技術センター等が沖縄県産とフィリピン産の遺伝的な違いがあるかどうかを研究している。2017年頃の記事によれば、オーストラリアや東南アジアでは、沖縄ではなくベトナムのカンホア地方で栽培されたものが沖縄産よりも安い価格で出回りはじめているという。
日本農林規格違反
2008年8月には、沖縄県産品小売業者がフィリピン産を沖縄産と偽装して販売し、JAS法（日本農林規格）違反が起きた。

## 近縁種
イワズタ属の種は、日本に約20種生育している。その中でフサイワズタ（C. okamurai）は、長楕円状の小枝を密生しているが、クビレズタのような「くびれ」は無い。分布域は日本の太平洋沿岸や日本海沿岸の中南部以南で、南西諸島にも生育しており、これもしばしば「海ぶどう」と呼ばれる。沖縄県金武町では、これに似た種の海藻を「海ゴーヤー」と名付け、特産品として商品化している。